# Afrik
Afrik, auch Palmfaser genannt, wird aus den Blättern einer Zwergpalme gewonnen, die in afrikanischen Steppen wächst und findet schon seit jeher als natürlicher Polsterfüllstoff für Formpolster in der klassischen Polsterei Verwendung.

## Herstellung
Afrik als pflanzlicher Füllstoff ist von Natur aus glatt und unelastisch. Für Polsterungen benötigt man aber Füllstoffe, die sich zusammendrücken lassen und elastisch sind. Um diese Eigenschaften zu erreichen, werden die fächerartigen Blätter zerfasert, zu Strängen versponnen und anschließend spiralförmig gedreht. Mit heißem Wasserdampf wird die den Stängeln gegebene Spiralform fixiert.
Durch diese Arbeitsgänge erhält man nach dem Aufzupfen der Stränge (in sogenannten Zupfmaschinen) Füllstoffe mit dauerhafter
Kräuselung.

## Eigenschaften
Afrik lässt sich mit einem mehr oder weniger großen Widerstand zusammendrücken und kehrt aufgrund seiner Elastizität wieder ganz oder annähernd in seine ursprüngliche Form zurück. Diese Eigenschaft wird bei Füllstoffen als Füllkraft bezeichnet.

## Verarbeitung
Bei den Polsterarbeiten kommt der Polsterfüllstoff erst dann zum Einsatz, wenn das Polsterstück bereits fertig geschnürt und mit Federleinwand übergeheftet ist.
Nun wird auf dem Spannleinen im Abstand von 5 cm zu den Außenkanten 12–15 cm lange Lasierstiche zum Einhängen des Afriks gezogen. Jeder Lasierstich wird in mehreren Arbeitsgängen gefüllt. Dabei ist zu beachten, dass der Füllstoff gut verzupft und ohne Löcher oder Anhäufungen unter die Lasierstiche geschoben wird, so dass eine gleichmäßige Polsterschicht entsteht.
Im vorderen und mittleren Sitzbereich, also den am stärksten beanspruchten Stellen, wird etwas mehr Füllstoff einlasiert.
Im Anschluss wird eine Lage Fassonleinwand übergeheftet, mittig durchgenäht und ist fertig zum Garnieren.

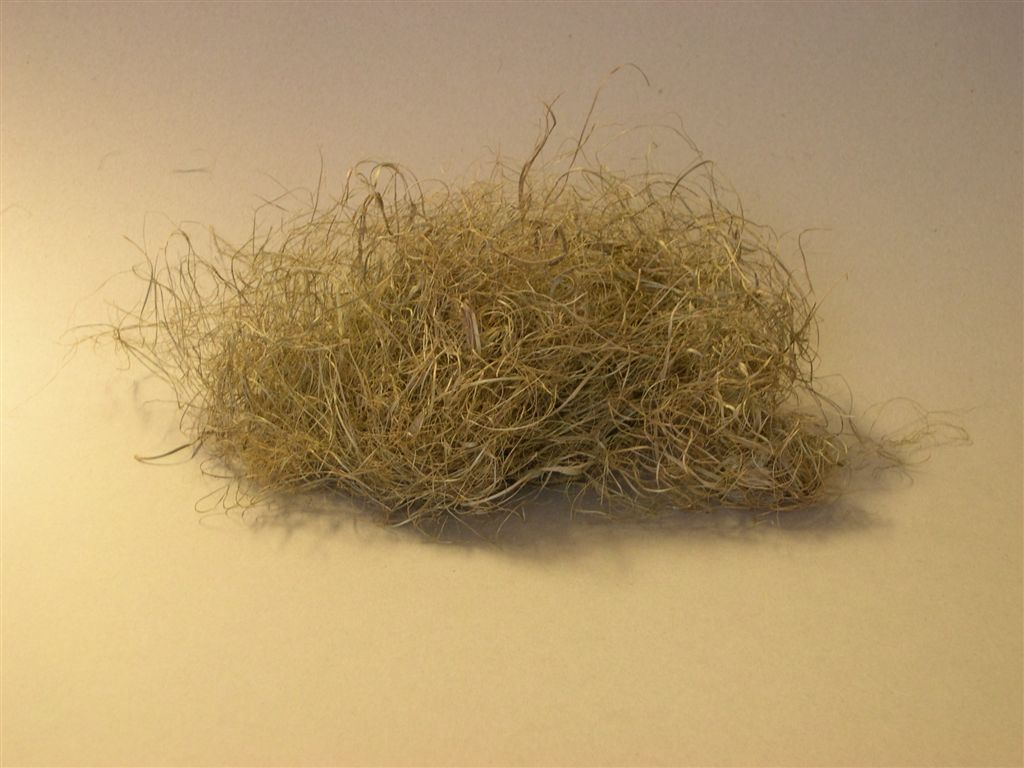
Gezupftes, loses Afrik.
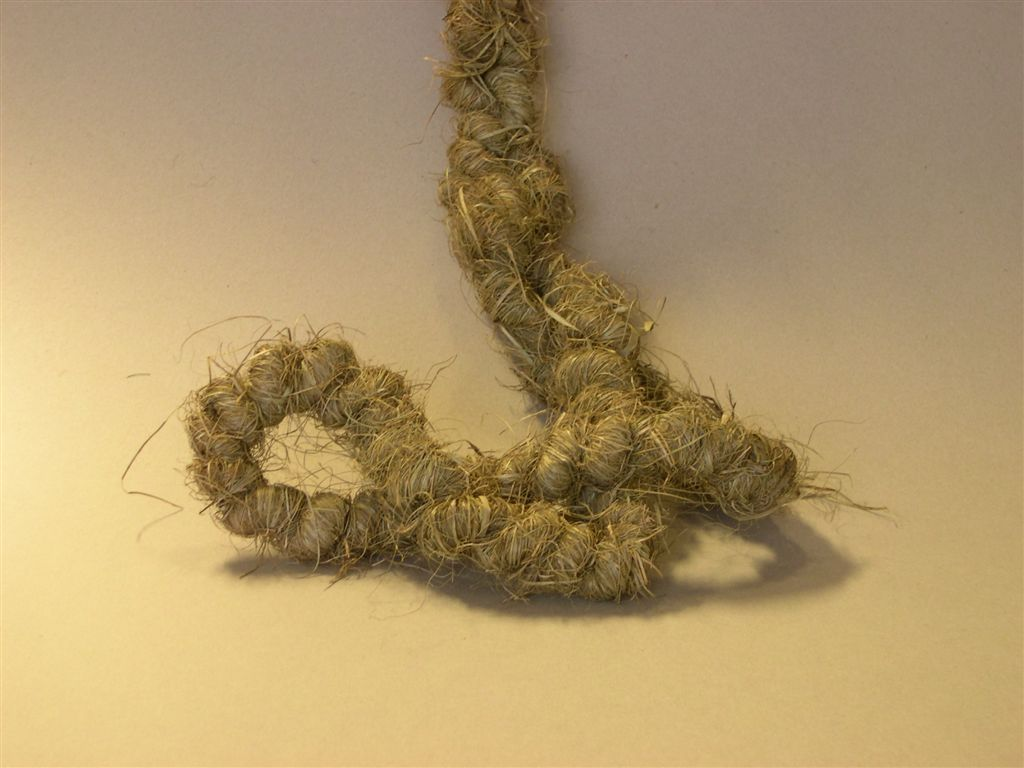
Als Strang versponnenes Afrik.
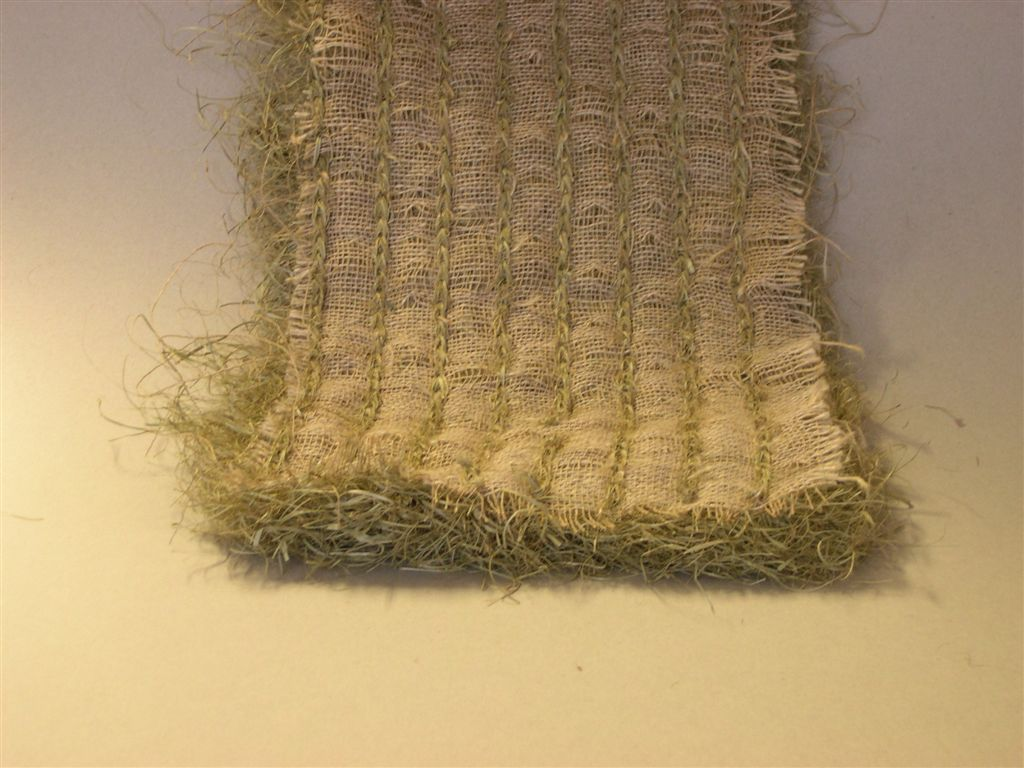
Schnellpolster, das Afrik wurde bereits gezupft und mit einer Lage Fassonleinwand versteppt.